# Sint-Jozefkerk (Smakt, 1887)
De Sint-Jozefkerk was een rooms-katholieke kerk bij de bedevaartplaats van Sint-Jozef in het dorp Smakt bij Venray in de Nederlandse provincie Limburg.
Al in 1699 werd een aan Sint-Jozef gewijde kapel gebouwd, waarna Smakt langzaam groeide als bedevaartsplaats. In 1880 zorgde rector Franciscus Cremers dat de bedevaart naar Smakt zich sterk ontwikkelde. Cremers liet naast de in 1864 vergrote kapel een nieuwe rectoraatskerk bouwen, die zowel voor de katholieken van Smakt en Holthees diende, maar ook door de bedevaartgangers werd gebruikt.
De bouw van de kerk startte in 1886 en op 19 maart (Sint-Jozefdag) 1887 was de kerk gereed en kwam de eerste grote groep pelgrims naar Smakt. Architect Johannes Kayser ontwierp een eenbeukige zaalkerk in neogotische stijl. Het schip telde drie traveeën, gevolgd door het priesterkoor. Op de kerk stond een dakruiter met naaldspits. In 1933 werd de kerk vergroot met een travee en werd een doopkapel aangebouwd.
Al in de jaren 1930 ontstonden plannen om het bedevaartsoord sterk uit te breiden, waarbij de kerk vervangen zou worden, maar deze plannen zijn nooit uitgevoerd. In het najaar van 1944 werd het complex zwaar beschadigd tijdens de Slag om Overloon. De kerk kon provisorisch gerepareerd worden en werd na de oorlog nog als noodkerk gebruikt. In 1969 werd de Sint-Jozefkerk afgebroken en vervangen door een nieuw gebouw, dat was ontworpen door J.J. Fanchamps.

## Bron
- Meertens Instituut - Smakt, H. Jozef
- Kerkgebouwen in Limburg - Smakt, Jozef